# Росич, Лазар
Лазар Росич (серб. Лазар Росић; 29 июня 1993, Крагуевац, Союзная Республика Югославия) — сербский футболист, защитник китайского клуба «Чанчунь Ятай».

## Карьера

### Клубная карьера
Росич начал заниматься футболом в клубе «Шумадия 1903», затем перешёл в «Раднички» из Крагуеваца.
Лазар дебютировал в чемпионате Сербии 27 августа 2011 года в матче с «Явором». 17 марта 2012 года защитник отметился первым забитым мячом в карьере.
По итогам сезона 2014/15 клуб из Крагуеваца покинул высший футбольный дивизион Сербии, и Росич, проведший за 4 сезона 53 матча и забивший 3 мяча, покинул команду и подписал контракт с «Раднички» из Ниша.
В августе 2015, проведя всего три матча, Лазар перешёл в «Воеводину», в составе которой дебютировал 23 сентября во встрече с «Ягодиной». 5 декабря 2015 Росич забил первый мяч в новой команде.
Летом 2016 года перешёл в португальскую «Брагу». Стоимость трансфера составила 750 тысяч евро.

### Карьера в сборной
Лазар был включён в заявку сборной для участия в юношеском чемпионате Европы (до 19 лет), однако ни одного матча на турнире не провёл. В декабре 2015 года был вызван в состав олимпийской сборной Сербии на матч со сборной Катара.

## Достижения
- Финалист Кубка португальской лиги (1): 2016/17